# Beech Island Historical Society
La Beech Island Historical Society (en español, Sociedad Histórica de Isla de Haya), es una sociedad dedicada a la historia de Beech Island donde tiene su sede, de su condado, condado de Aiken, y en menor medida a la historia general del estado de Carolina del Sur.
La sociedad recibió una concesión de Rural Development Enterprise (empresa de desarrollo rural) por valor de $200,000 en el 2005, de United States Department of Agriculture (el Departamento de Agricultura de los Estados Unidos). El dinero fue para renovar un granero con cuyo desarrollo, se está haciendo un museo de agricultura para la sociedad.
La sociedad fue fundada en el año 1985. Su primer presidente fue Harold Maness. Actualmente cuenta con 330 miembros y mantiene reuniones mensuales abiertas al público.
- Datos: Q4879596